# San Pedro de Alcántara (1788)
El San Pedro de Alcántara (también denominado San Pedro Alcántara) fue un navío de línea de dos puentes y 64 cañones nominales, perteneciente a la clase San Fulgencio y botado para la Armada española en 1788. De acuerdo con los estándares británicos se clasificó como navío de cuarta clase.

## Construcción
Fue diseñado por el ingeniero naval José Romero y Fernández de Landa, el barco fue encargado el 16 de mayo de 1786 en La Habana, donde se colocó la quilla el 26 de enero de 1787. El barco fue botado el 27 de junio de 1788.

## Historial
En agosto de 1788 el San Pedro de Alcántara partió de La Habana con el San Fulgencio, San Leandro, San Ildefonso, San Francisco de Asís, San Sebastián, San Antonio, San Agustín y las fragatas Nuestra Señora de la Soledad, Santa Brígida y Santa Florentina para pruebas. En principio, el buque fue armado para componer una expedición científica bajo el mando de Alejandro Malaespina y José Bustamante, aprovechando el periodo de paz existente tras el fin de la Guerra de Indepencia de Estados Unidos en 1783. De este modo, el buque quedó adscrito al Departamento de Cádiz, al mando del Brigadier Tomás de Gayangos.
El San Pedro de Alcántara zarpó de Cádiz con destino Veracruz en marzo de 1789. El 13 de mayo de 1789 el barco partió de La Habana nuevamente a Veracruz, a donde arribó el 23 de mayo. El 26 de julio el navío regresó de Veracruz con un convoy que transportaba tres millones de pesos hasta La Habana, desde donde escoltó al convoy hasta Cádiz el 5 de agosto. El barco arribó en solitario en Cádiz con un cargamento de caudales, siendo puesto en reserva al rendir viaje.
El 14 de agosto de 1790 el San Pedro de Alcántara transportaba tropas desde Cádiz a Ceuta junto con el San Leandro. Regresó el 4 de septiembre con el San Leandro y el bergantín Galgo a Cádiz. En septiembre, el barco estuvo en el Arsenal de La Carraca para realizar el forrado de su casco.
El 10 de julio de 1792 el navío partió de Cádiz con el San Isidoro rumbo a Veracruz. Los barcos llegaron el 1 de agosto a Puerto Rico, de donde partieron el 10 de agosto, llegando el 26 de agosto a Veracruz. El 15 de noviembre el barco transportó tropas, harina, hierro y prisioneros desde Veracruz con dos urcas hasta La Habana, donde arribaron el 1 de diciembre. El 10 de febrero de 1793 el barco partió de La Habana rumbo a Veracruz, adonde llegó el 22 de febrero. 

### Guerra de la Convención (1793-1795)
El 1 de abril el San Pedro de Alcántara partió de Veracruz con la fragata Juno en busca de provisiones, harina y tesoros hasta La Habana, donde llegó sin escolta el 26 de abril. El 6 de junio el barco zarpó de La Habana con un bergantín para realizar un viaje de patrulla y recibir al convoy procedente de Veracruz. El barco regresó a La Habana el 29 de junio. Llegó a Veracruz el 17 de agosto con un cargamento de tabaco. El 19 de noviembre el barco partió de Veracruz con la fragata Ceres, transportando más de nueve millones de pesos hacia La Habana y luego a Cádiz. Los barcos llegaron el 22 de diciembre a La Habana, de donde partieron el 13 de febrero de 1794 al mando de Muñoz con tres navíos de línea, dos fragatas y barcos menores. El barco se separó de la escuadra de Muñoz, que se había dirigido a Santo Domingo, con la Ceres y la urca. Los barcos se encontraron con el Astuto frente al Cabo de San Vicente y arribaron a Cádiz con más de dos millones de pesos.
El San Pedro de Alcántara protegía un convoy de 15 buques de carga que transportaban mercurio y suministros desde Cádiz a Veracruz cuando se topó con una fuerte tormenta cuyo resultado el 3 de octubre de 1794, en el banco oceánico de Sonda Campeche, fue la pérdida de un mástil. Un carguero del mismo convoy también se perdió en la tormenta. El 20 de octubre el barco llegó a Veracruz sin el mástil con un convoy de 14 barcos. De la tripulación del San Pedro de Alcántara, 52 hombres habían muerto y 60 habían resultado heridos en la travesía. El 30 de marzo de 1795, el barco esperaba en Veracruz suministros para sus reparaciones. 

### Tiempo de paz
El 6 de diciembre de 1795 el buque partió de Veracruz con el América y una urca con destino La Habana, a donde arribaron en diciembre. El 7 de mayo de 1796 el San Pedro de Alcántara partió de La Habana rumbo a Veracruz, adonde llegó el 25 de mayo con diversos pertrechos. El 28 de mayo, el barco transportó cerca de dos millones de pesos, además de soldados, prisioneros, harina y pólvora desde Veracruz a La Habana.

### Guerra anglo-española (1796-1802)
El 24 de abril de 1798 el barco quedó amarrado en La Habana por falta de tripulación. El 25 de mayo de 1798 el barco se encontraba en La Habana listo para su traslado a Cádiz. El 2 de junio zarpó de La Habana con la fragata Santa Brígida y embarcaciones menores. Llegaron a Ferrol el 30 de junio con 1,6 millones de pesos.
El 4 de enero de 1799 largó velas para formar parte del transporte de tropas y pertrechos de refuerzo a Canarias en la escuadra comandada por Pedro Obregón, procedente de Ferrol. La escuadra la componían cuatro navíos de línea y tres fragatas. Aunque al San Pedro de Alcántara le fueron dados avisos de continuar la navegación a las Indias, regresó a Ferrol de forma sorpresiva sin ningún acontecimiento importante. Es este momento cuando las fuentes detallan que su armamento se había elevado a 74 cañones en este viaje, comandado por el Capitán Juan Herrera Dávila. La expedición incluía a los navíos San Fernando, San Agustín y Monarca, así como las fragatas Florentina, Brígida y Paz.
En agosto, el San Pedro de Alcántara se encontraba en Ferrol para realizar tareas de mantenimiento, cuando, entre otras labores, se cambió el revestimiento de cobre de su casco. El 19 de octubre de 1799 el barco transportaba víveres y mercurio desde Ferrol con el San Ildefonso hasta Veracruz, a donde llegaron el 29 de noviembre. El 19 de enero de 1800 formó parte de un transporte de caudales desde Veracruz a La Habana, a donde arribaron el 4 de febrero, quedando bloqueado por la Royal Navy en La Habana. El barco era el buque insignia de Muñoz, en ese momento los otros barcos de la escuadra eran el San Ildefonso, el San Ramón y la fragata Anfitrite. En octubre de 1800, la escuadra abandonó La Habana para perseguir los barcos de la Royal Navy británica que les saliesen a su encuentro. En noviembre de 1801 el barco partió de La Habana con el San Ildefonso y otros barcos rumbo a Veracruz, avistando la ciudad el 1 de diciembre. El 19 de febrero de 1802 el barco partió de Veracruz rumbo a La Habana, a donde llegó el 6 de marzo con seis millones de pesos.

### Tiempo de paz
El 28 de abril de 1802 el San Pedro de Alcántara llegó a Cádiz con el cargamento de caudales. El barco estuvo en reserva en Cartagena desde 1802, hasta que fue reincorporado al servicio el 21 de julio de 1807 en Cartagena. Llegaría a tiempo de estar en activo durante la Guerra anglo-española (1804-1809), que finalizó oficialmente el 14 de enero de 1809 con el Tratado Apodaca-Canning, solapándose con la Guerra de la Independencia iniciada el 2 de mayo del año anterior.

### Guerra de la Independencia
En 1808 se ordenó su reacondicionamiento en Cartagena. El 23 de julio de 1809 el navío escoltó a un barco desde Orán hasta Cartagena con 26 caballos como carga. Salió de Cartagena el 30 de julio. El 6 de agosto el San Pedro de Alcántara arribó a Cádiz, desde donde transportó mercurio y diversas mercancías hasta el Callao el 16 de octubre. El 5 de marzo de 1810 el barco arribó al Callao, de donde partió el 23 de junio con un cargamento de más de tres millones de pesos. El barco llegó el 24 de septiembre a Cádiz, donde estuvo el 10 de octubre en la escuadra de Álava.
El 17 de febrero de 1811 el navío acogió un convoy procedente de Cádiz con destino a Veracruz, adonde llegó el 10 de abril. El barco llegó a La Habana en diciembre con un bergantín y algunos cargueros. En mayo de 1812, el San Pedro de Alcántara fue bloqueado en Veracruz junto con el Algeciras y barcos menores por la acción de la Marina francesa. El 19 de abril de 1813 el barco partió de Veracruz rumbo a La Habana, a donde llegaría el 10 de mayo con más de dos millones de pesos. El barco recibió mantenimiento en La Habana en junio. En julio de 1813 el San Pedro de Alcántara protegió dos bergantines desde La Habana con la fragata Diana hasta Cádiz, a donde llegaron el 21 de agosto con más de dos millones de pesos.

### Últmos años
El 17 de febrero de 1815 desde Cádiz, con las fragatas Ifigenia y Diana como buque insignia de Pascual Enrile y Alcedo, el barco protegió un convoy de 51 mercantes que transportaban suministros y 12 254 efectivos. El 5 de abril, el convoy llegó a Carúpano, Venezuela, y el 24 de abril estuvo en la Isla de Coche, cerca de la Isla de Margarita, Venezuela, reponiendo suministros de alimentos y agua. El 24 de abril, estando al mando del buque D. Francisco Javier Salazar, se produjo un incendio en los almacenes del barco. Como resultado del incendio, la pólvora a bordo explotó, pero casi toda la tripulación se salvó.
La explosión tuvo lugar hacia las tres y media de la tarde. El buque se hundió finalmente hacia las seis menos cuarto, después de vanos intentos de sofocar el fuego y llevándose la vida del alférez de fragata Santamaría, que no abandonó el buque en ningún momento. En 1847 una compañía norteamericana solicitó permiso para explorar el fondeadero, recuperando algunos objetos que fueron llevados al Museo Naval de Madrid